# توم آتكينز (ممثل)
توم آتكينز (بالإنجليزية: Tom Atkins)‏ مواليد 13 نوفمبر 1935 في بيتسبرغ، هو ممثل أمريكي. يشتهر بعمله بشكل أساسي في أفلام الرعب. عمل مع كتاب ومخرجين مثل جون كاربتنر وستيفن كينغ.

## الحياة الوظيفية
بدأ أتكينز مسيرته المهنية في المسرحيات المسرحية داخل وخارج برودواي، قبل أن ينتقل إلى لوس أنجلوس لمتابعة مسيرته المهنية في السينما والتلفزيون. كان أول دور سينمائي له في فيلم "المحقق" الذي قام ببطولته فرانك سيناترا. وفي حديثه عن تجربته في أول فيلم روائي طويل له - ومع سيناترا - يقول أتكينز: "كان الأمر رائعًا! كان الأمر مرعبًا ومخيفًا ومخيفًا ومخيفًا لكن فرانك كان رائعًا. كان من السهل جدًا العمل معه. لم يكن يحب القيام بالكثير من اللقطات. لم يكن يحب القيام بالكثير من اللقطات. لكن الأمر ليس كما لو كنا نمثل شكسبير."

## الأعمال
- موسم الساحر
- السلاح القاتل
- بوب روبرتس
- محرك غاضبون
- كوينسي إم إي
- جوال تكساس ووكر
- زينا: الأميرة المحاربة

## وصلات خارجية
- توم آتكينز على موقع IMDb (الإنجليزية)
- توم آتكينز على موقع ألو سيني (الفرنسية)
- توم آتكينز على موقع أول موفي (الإنجليزية)
- توم آتكينز على موقع قاعدة بيانات برودواي على الإنترنت (الإنجليزية)
- توم آتكينز على موقع قاعدة بيانات الأفلام السويدية (السويدية)
- توم آتكينز على موقع إن إن دي بي (الإنجليزية)
- توم آتكينز على موقع قاعدة بيانات الفيلم (الإنجليزية)
- توم آتكينز على موقع كينوبويسك (الروسية)